# 本庄豊
本庄 豊（ほんじょう ゆたか、1954年 - ）は、日本の教育者、社会運動家、近代日本社会運動史研究者、戦後史研究者である。

## 来歴
1954年（昭和29年）群馬県碓氷郡松井田町（現：安中市）に生まれる。群馬県立前橋高等学校、東京都立大学卒。国家公務員、地方公務員などを経て、京都府で公立中学校の教員となる。その後、立命館宇治中学校・高等学校教諭に転任。この間、教職員組合専従、歴史教育者協議会副委員長（2022～24年）などを歴任。現在、社会文学会理事、日中友好協会宇治支部長、宇治城陽久御山地区労働組合協議会顧問、宇治高齢者事業団監事、立命館大学授業担当講師。

## 活動
社会運動史研究に関わって、宇治山宣会、長野山宣会、東京山宣会、伊勢崎多喜二祭、秋田多喜二祭、伊藤千代子の会などで記念講演。近年は戦争孤児問題をはじめとする戦後史研究者として、著述活動を行っている。京都府南部の地元紙『洛南タイムス』に、地域社会運動史「南山城の光芒」を七年間連載した。

## 人物
専門研究は近現代日本社会運動史、戦争孤児問題や反戦・平和運動を中心とする戦後社会史。

### 単著・主編著
- 『新ぼくらの太平洋戦争』（かもがわ出版・日本図書館協会選定、2002年）
- 『ここから始める平和学』（つむぎ出版、2004年）
- 『島崎藤村の姪、こま子の「新生」・山本宣治と1920年代の女性たち』紫式部市民文化賞選考委員特別賞（非売品、2004年）
- 『ポランの広場―瓦解した「宮沢賢治の理想郷」』（かもがわ出版、2007年）
- 『パウリスタの風』（群青社、2008年）（本格推理小説）紫式部市民文化賞
- 『山本宣治〜人が輝くとき』（学習の友社、2009年）
- 『テロルの時代〜山宣暗殺者黒田保久二とその黒幕』（群青社、2009年）
- 『シリーズ戦争遺跡』第4巻（汐文社、2010年）
- 『煌めきの章〜多喜二くんへ、山宣さんへ』（かもがわ出版、2012年）
- 『平和を考える戦争遺物』第3巻（汐文社、2013年）
- 『魯迅の愛した内山書店〜上海雁ヶ音茶館物語』（かもがわ出版、2014年）
- 『いじめる子』 （文理閣、2013年）
- 『シリーズ 戦争孤児』第1巻「戦災孤児」（汐文社、2014）
- 『シリーズ 戦争孤児』第2巻「混血孤児」（汐文社、2015年）
- 『シリーズ 戦争孤児』第4巻「引揚げ孤児と残留孤児」（汐文社、2015年）
- 『戦争孤児を知っていますか？』（日本機関紙出版センター、2015年）
- 『戦争孤児～「駅の子」たちの思い』（新日本出版社、2016年）
- 『ビジュアル版　近代日本移民の歴史』第１巻「南アメリカ～ブラジル」（汐文社、2016年）
- 『ビジュアル版　近代日本移民の歴史』第４巻「アジア～満州・東南アジア」（汐文社、2017年）
- 『「明治150年」に学んではいけないこと』（日本機関紙出版センター、2018年）
- 『優生思想との決別～山本宣治と歴史に学ぶ』（群青社、2019年）
- 『なつよ明日を切り拓け～連続テレビ小説「なつぞら」が伝えたかったこと』（群青社、2019年）
- 『山本宣治に学ぶ～科学・共同・ジェンダー』（日本機関紙出版センター、2021年）
- 『戦争孤児資料集成（関西編）』全8巻（不二出版）編纂と解題（2022～23年）
- 『児童福祉の戦後史　孤児院から児童養護施設へ』（吉川弘文館、2023年）ISBN　9784642039239
- 『ケーキと革命～タカラブネの時代とその後』（あけび書房、2023年）
- 『西本あつし　平和行進をはじめた男』（群青社、2023年）
- 『ベラミ楽団の20世紀～音楽でつづる日本現代史』（日本機関紙出版センター、2024年）
- 『戦後史の証言者・ゴジラ』（旬報社、2025年）

### 主な共著・編著
- 『女たちの京都　歴史をたずねて』（編著、かもがわ出版、2003年）
- 『京都新発見　史跡をたずねて』（編著、かもがわ出版、2004年）
- 『先生、ホンネを聞かせて！　管理主義教育が子どもを切り捨てる』(群青社、2008年)
- 『まるごと社会科 中学・歴史(上)（下） コピーしてすぐ使える』(喜楽硏、2011年)
- 『まるごと社会科 中学・公民(上)（下） コピーしてすぐ使える』(喜楽硏、2011年)
- 『「日本国紀」をファクト・チェック～史実をどう歪めているか』（機関紙出版センター、2019年）
- 『戦争孤児たちの戦後史2 西日本編』(編著、吉川弘文館、2020年)　ISBN　9784642068581
- 『事典　太平洋戦争と子どもたち』（共編、吉川弘文館、2022年）ISBN　9784642084147
- 『観光コースでない京都』（高文研、2022年）
- 『治安維持法１００年』（大月書店、2025年）
- 『レジスタントの京都　治安維持法下の青春』（機関紙出版センター、2025年）